# Praszka
Praszka ist eine Kleinstadt und Sitz der gleichnamigen Stadt-und-Land-Gemeinde im Powiat Oleski der Woiwodschaft Oppeln in Polen.

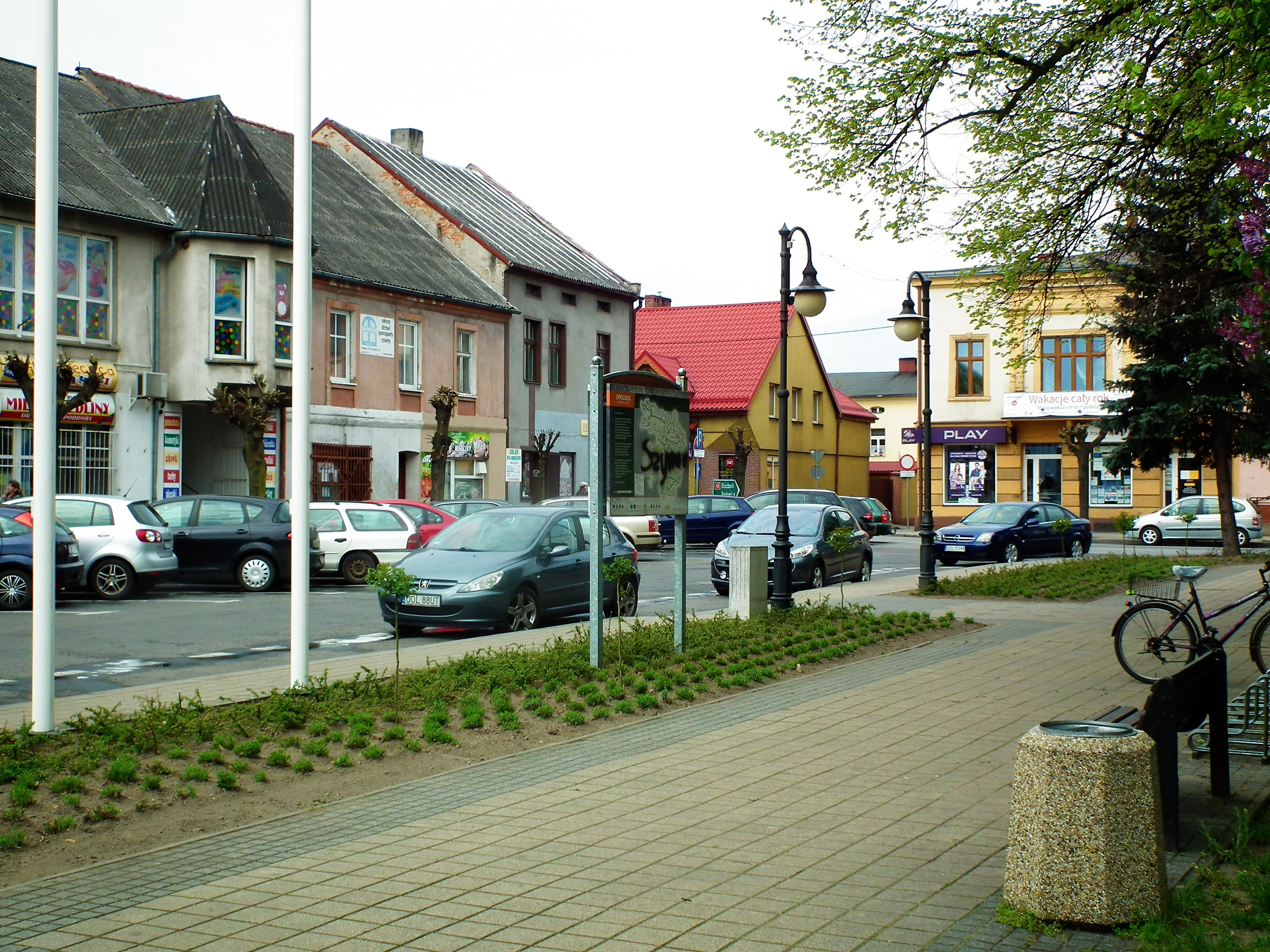
Marktplatz

## Geschichte
Die Stadt Praska wurde im Jahr 1392 auf dem im Jahr 1260 erwähnten Dorf Michałów von Piotr Kowalski gegründet, im gleichen Jahr, in dem das Weluner Land wieder zum Königreich Polen inkorporiert wurde. Der Ortsname, ursprünglich wahrscheinlich *Prażka, ist unklarer Herkunft, möglicherweise vom Kern -prag*, wie im Verb prażyć (brennen, rösten), mit dem Suffix -ka abgeleitet, also bezeichnete einen Ort, die durch Brandrodung entstand.
Ab dem frühen 15. Jahrhundert gehörte das Weluner Land der Woiwodschaft Sieradz, ab 1569 in der Adelsrepublik Polen-Litauen. In der Stadt entwickelte sich der Handel mit Schlesien am Grenzfluss Prosna.
Nach der zweiten Teilung Polens von 1793 gehörte die Stadt bis 1807 zu Südpreußen. 1807 kam sie ins Herzogtum Warschau und 1815 ins neu entstandene russisch beherrschte Kongresspolen. Am 11. April 1863 fand am Ort die Schlacht von Praszka des Januaraufstands statt, wo um 100 Polen einige Hunderte Russen besiegten. 1870 verlor der Ort im Gouvernement Kalisch das Stadtrecht im Zusammenhang der Repressionen nach dem Aufstand.
Nach dem Ende des Ersten Weltkriegs kam Praszka zu Polen, Woiwodschaft Łódź. Beim Überfall auf Polen 1939 wurde das Gebiet von den Deutschen besetzt und dem Landkreis Welun im Reichsgau Wartheland zugeordnet.
Von 1975 bis 1998 gehörte Praszka zur Woiwodschaft Częstochowa.

## Sehenswürdigkeiten
- Ehemalige Synagoge in Praszka